# 克莱本堂区 (路易斯安那州)
克萊本堂區（英語：Claiborne Parish）是美國路易斯安那州北部的一個堂區。面積1,988平方公里。根據美國2000年人口普查，共有人口16,851人。治所荷馬 (Homer)。
成立於1828年3月11日。堂區名紀念首任州長威廉·C·C·克萊本 (William Charles Cole Claiborne)。